# Buena Vista 2.ª Sección (Colonia Nueva)
Buena Vista 2.ª Sección (Colonia Nueva) es una localidad del municipio de Centro ubicado en la subregión centro del estado mexicano de Tabasco.

## Geografía
La localidad de Buena Vista 2.ª Sección (Colonia Nueva) se sitúa en las coordenadas geográficas 18°09′23″N 92°45′02″O / 18.156389, -92.750556, a una elevación de 1 metro sobre el nivel del mar.

## Demografía
Según el Conteo de Población y Vivienda 2020, efectuado por el Instituto Nacional de Estadística y Geografía, la localidad de Buena Vista 2.ª Sección (Colonia Nueva) tiene 179 habitantes, de los cuales 93 son del sexo masculino y 86 del sexo femenino. Su tasa de fecundidad es de 2.24 hijos por mujer y tiene 39 viviendas particulares habitadas.
| Gráfica de evolución demográfica de Buena Vista 2.ª Sección (Colonia Nueva) entre 2000 y 2020 |
|                                                                                               |
| INEGI.                                                                                        |